# Czarna Białostocka (gmina)
Czarna Białostocka – gmina miejsko-wiejska w Polsce położona w województwie podlaskim, w powiecie białostockim.
Siedziba gminy to Czarna Białostocka.
Według danych z 30 czerwca 2012 gminę zamieszkiwały 11 842 osoby.

## Historia
Gmina zbiorowa Czarna Białostocka powstała 1 stycznia 1973 roku w powiecie białostockim w województwie białostockim w związku z reformą administracyjną kraju, która reaktywowała gminy w miejsce dotychczasowych gromad (w latach 1954–1972). W skład gminy weszło 26 sołectw, należących dawniej (przed 1954) do:
- gminy Czarna Wieś w powiecie białostockim – 17 sołectw (65%): Chmielnik, Czarna Wieś Kościelna,  Dworzysk, Karczmisko, Klimki, Kosmaty Borek,  Krzyżyk, Machnacz, Ogóły, Oleszkowo, Ożynnik, Ponura, Ruda Rzeczka, Rudnia, Wólka Ratowiecka, Złota Wieś i  Złotoria;
- gminy Korycin w powiecie sokólskim – 7 sołectw (27%): Brzozówka Strzelecka-Kolonia, Brzozówka Ziemiańska, Jezierzysk, Łapczyn,  Niemczyn, Ośrodek i Zamczysk;
- gminy Kalinówka w powiecie białostockim – 2 sołectwa (8%): Brzozówka Koronna i Lacka Buda.

W latach 1975–1998 gmina położona była w województwie białostockim.
1 lipca 1987 z gminy Czarna Białostocka wyłączono wieś Ożynnik (7,34 ha), włączając ją do  gminy Wasilków, natomiast do gminy Czarna Białostocka włączono wieś Zdroje (513,90 ha) z gminy Korycin.
1 lutego 1991 gminę Czarna Białostocka połączono z miastem Czarna Białostocka w jedną gminę miejsko-wiejską.

## Struktura powierzchni
Według danych z roku 2002 gmina Czarna Białostocka ma obszar 206,54 km², w tym:
- użytki rolne: 19%
- użytki leśne: 74%

Gmina stanowi 6,92% powierzchni powiatu.

## Demografia

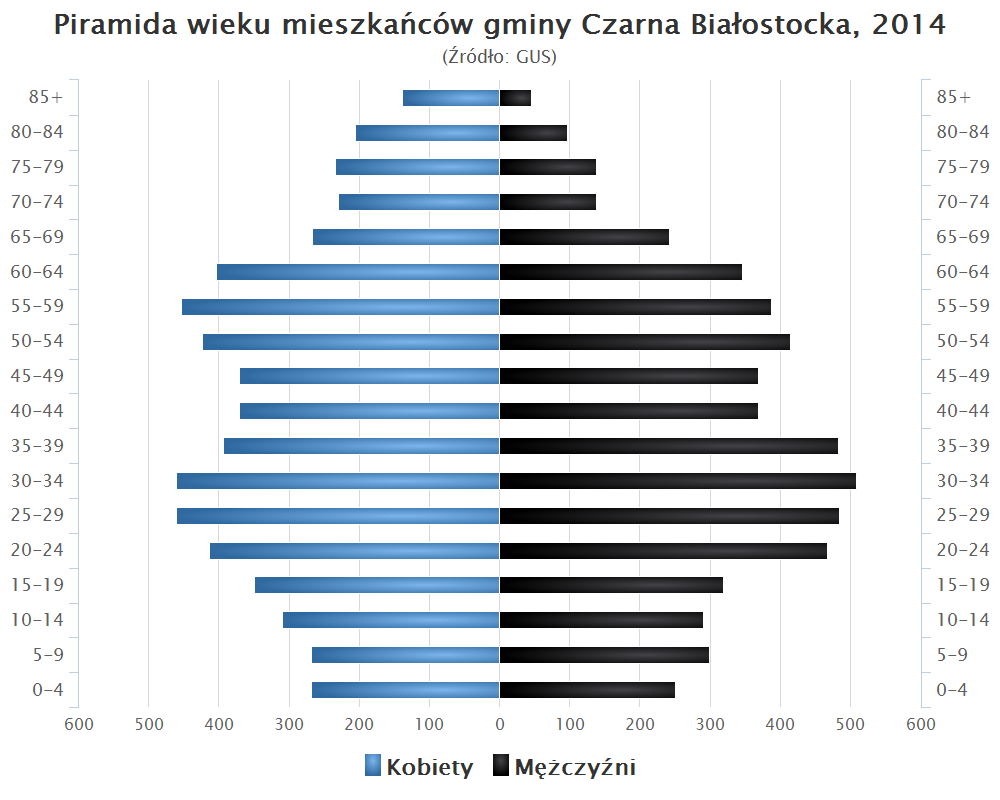
Piramida wieku mieszkańców gminy Czarna Białostocka w 2014 roku

Dane z 30 czerwca 2012:
| Opis                              | Ogółem | Ogółem | Kobiety | Kobiety | Mężczyźni | Mężczyźni |
| --------------------------------- | ------ | ------ | ------- | ------- | --------- | --------- |
| jednostka                         | osób   | %      | osób    | %       | osób      | %         |
| populacja                         | 11 819 | 100    | 6070    | 51,36   | 5749      | 48,64     |
| gęstość zaludnienia (mieszk./km²) | 57,22  | 57,22  | 29,39   | 29,39   | 27,83     | 27,83     |

## Ochrona przyrody
Rezerwaty przyrody:
- Budzisk
- Jesionowe Góry
- Karczmisko
- Taboły
- Krzemianka

## Miejscowości i ich części

### Sołeckie
Brzozówka Koronna, Brzozówka Ziemiańska, Czarna Wieś Kościelna, Jezierzysk, Karczmisko, Klimki, Kosmaty Borek, Łapczyn, Machnacz, Niemczyn, Ogóły, Oleszkowo, Ruda Rzeczka, Wólka Ratowiecka, Zamczysk, Zdroje, Złota Wieś

### Niesołeckie
Brzozówka Strzelecka, Budzisk, Buksztel-Gajówka, Burczak, Chmielnik, Czumażówka, Dworzysk, Horodnianka, Hutki, Jesienicha, Krzyżyk, Lacka Buda, Łazarz, Niemczyn (leśniczówka), Osierodek, Ośrodek, Podbrzozówka, Podratowiec, Podzamczysk, Ponure, Przewalanka, Ratowiec, Rogoziński Most, Rudnia, Straż, Wilcza Jama, Złotoria.

## Sąsiednie gminy
Dobrzyniewo Duże, Janów, Jasionówka, Knyszyn, Korycin, Sokółka, Supraśl, Wasilków